# Lista över världsrekord i friidrott satta 2009
Det här är en lista över världsrekord i friidrott satta 2009. Det är bara rekord godkända av IAAF som återfinns i listan. 

## Inomhus
| Idrottare         | Land     | Gren                | Rekord     | Tävling          | Plats     | Datum            | Gällde till      |
| ----------------- | -------- | ------------------- | ---------- | ---------------- | --------- | ---------------- | ---------------- |
| Jelena Isinbajeva | Ryssland | Stavhopp kvinnor    | 4,97 meter | Pole Vault Stars | Donetsk   | 15 februari 2009 | 15 februari 2009 |
| Jelena Isinbajeva | Ryssland | Stavhopp kvinnor    | 5,00 meter | Pole Vault Stars | Donetsk   | 15 februari 2009 | 23 februari 2012 |
| Meseret Defar     | Etiopien | 5 000 meter kvinnor | 14.24,37   | GE-galan         | Stockholm | 18 februari 2009 | 19 februari 2015 |

## Utomhus
| Idrottare                                                                            | Land     | Gre                   | Rekord      | Tävling                                    | Plats         | Datum             | Gällde till       |
| ------------------------------------------------------------------------------------ | -------- | --------------------- | ----------- | ------------------------------------------ | ------------- | ----------------- | ----------------- |
| Deriba Merga                                                                         | Etiopien | 15 km män             | 41.29       | Ras Al Khaimah International Half Marathon | Ras al-Khayma | 20 februari 2009  | 21 november 2010  |
| Micah Kogo                                                                           | Kenya    | 10 km män             | 27.01       | Brunssum Parelloop                         | Brunssum      | 29 mars 2009      | 26 september 2010 |
| Usain Bolt                                                                           | Jamaica  | 100 meter män         | 9,58        | Världsmästerskapen i friidrott 2009        | Berlin        | 16 augusti 2009   | gäller 2022       |
| Usain Bolt                                                                           | Jamaica  | 200 meter män         | 19,19       | Världsmästerskapen i friidrott 2009        | Berlin        | 20 augusti 2009   | gäller 2022       |
| Anita Włodarczyk                                                                     | Polen    | Släggkastning kvinnor | 77,96 meter | Världsmästerskapen i friidrott 2009        | Berlin        | 22 augusti 2009   | 6 juni 2010       |
| Jelena Isinbajeva                                                                    | Ryssland | Stavhopp kvinnor      | 5,06 meter  | Weltklasse Zürich                          | Zürich        | 28 augusti 2009   | gäller 2022       |
| Kenya: William Biwott Tanui, Gideon Gathimba, Geoffrey Rono, Augustine Kiprono Choge | Kenya    | 4x1500 meter män      | 14.36,23    | Memorial Van Damme                         | Bryssel       | 4 september 2009  | 25 maj 2014       |
| Haile Gebrselassie                                                                   | Etiopien | 30 km män             | 1:27.49     | Berlin Marathon                            | Berlin        | 20 september 2009 | 25 september 2011 |
| Tirunesh Dibaba                                                                      | Etiopien | 15 km kvinnor         | 46.28       | Nijmegen Zevenheuvelenloop                 | Nijmegen      | 15 november 2009  | 5 februari 2015   |

## U20-rekord
| Idrottare            | Land     | Gren                 | Rekord  | Tävling                           | Plats    | Datum             | Gällde till       |
| -------------------- | -------- | -------------------- | ------- | --------------------------------- | -------- | ----------------- | ----------------- |
| Javier Cienfuegos    | Spanien  | Släggkastning pojkar | 82,97   |                                   | Madrid   | 17 juni 2009      | 14 juli 2012      |
| William Biwott Tanui | Kenya    | 1 engelsk mil pojkar | 3.49,29 | Bislett Games                     | Oslo     | 3 juli 2009       | gäller 2022       |
| David Storl          | Tyskland | Kulstötning pojkar   | 22,73   | Osterode Volksbankmeeting         | Osterode | 14 juli 2009      | 18 augusti 2013   |
| Stanislav Emeljanov  | Ryssland | 10 km gång pojkar    | 38.28   | IAAF Race Walking Challenge Final | Saransk  | 19 september 2009 | 18 september 2010 |

## U20-inomhusrekord
Vid sin kongress 2011 beslutade IAAF att införa inomhusvärldsrekord för juniorer. De nya reglerna började gälla 1 november 2011. I samband med det publicerades en lista över tidigare prestationer som godkändes som de första rekorden.
| Idrottare        | Land     | Gren                 | Rekord  | Tävling                     | Plats           | Datum            | Gällde till    |
| ---------------- | -------- | -------------------- | ------- | --------------------------- | --------------- | ---------------- | -------------- |
| German Fernandez | USA      | 1 engelsk mil pojkar | 3.55,02 | Big 12 Indoor Championships | College Station | 28 februari 2009 | gäller 2022    |
| David Storl      | Tyskland | Kulstötning pojkar   | 22,35   |                             | Rochlitz        | 20 december 2009 | 8 januari 2016 |